# جوني جرينوود
جوني جرينوود (بالإنجليزية: Jonny Greenwood)‏ هو عازف قيثارة وعازف بانجو وكاتب أغاني وملحن وممثل بريطاني، ولد في 5 نوفمبر 1971 بأكسفورد في المملكة المتحدة.

## أعمال

### أفلام
- (2005) هاري بوتر وكأس النار
- (2007) ستسيل الدماء[7]
- (2011) نحتاج للتحدث عن كيفين
- (2012) المعلم[8]
- (2014) خطيئة متأصلة[9]
- (2017) رجل الثلج[10]
- (2017) فانتوم ثريد
- (2018) أنت لم تكن حقا أبدا هنا
- (2018) تجعد في وقت

### مسلسلات
- ساوث بارك

## وصلات خارجية
- جوني جرينوود على موقع IMDb (الإنجليزية)
- جوني جرينوود على موقع الموسوعة البريطانية (الإنجليزية)
- جوني جرينوود على موقع ألو سيني (الفرنسية)
- جوني جرينوود على موقع ميوزك برينز (الإنجليزية)
- جوني جرينوود على موقع رولينغ ستون (الإنجليزية)
- جوني جرينوود على موقع أول موفي (الإنجليزية)
- جوني جرينوود على موقع بوكس أوفيس موجو (الإنجليزية)
- جوني جرينوود على موقع قاعدة بيانات الأفلام السويدية (السويدية)
- جوني جرينوود على موقع إن إن دي بي (الإنجليزية)
- جوني جرينوود على موقع أول ميوزيك (الإنجليزية)